# Auguste Hellemans
August (Auguste) Hendrik „Gust” Hellemans (ur. 24 czerwca 1907 w Kapelle-op-den-Bos, zm. 4 maja 1992 w Berchem-Sainte-Agathe) – były belgijski piłkarz grający na pozycji pomocnika. W późniejszych latach trener. Czasem mylony z Augustinusem Hellemansem, dwukrotnym reprezentantem kraju.

## Kariera zawodnicza
Środkowy pomocnik Auguste Hellemans to pierwszy gracz w historii FC Malines, który dostąpił zaszczytu gry w reprezentacji Belgii. Do klubu, którego barw bronił swego czasu jego ojciec, Hieronymus, dołączył w roku 1925 jako osiemnastolatek. Piłkarzem był dobrym, choć jego karierę naznaczyły poważne kontuzje, zarówno podczas gry w piłkę, jak i w czasach służby wojskowej, kiedy to długo dochodził do siebie po upadku z konia. Zdołał jednak zdobyć mistrzostwo drugiej ligi w roku 1928, a w 1933 był najlepszym strzelcem drugiego frontu belgijskiej piłki. Po kilku latach gry w Mechelen został wybrany kapitanem drużyny, a w roku 1928 zadebiutował w reprezentacji, w której przez następne sześć lat rozegrał 28 meczów.
W roku 1938 opuścił KVM, by podpisać kontrakt z RAA Louviéroise, gdzie grał jeszcze przez sześć sezonów.

## Mistrzostwa świata
Auguste Hellemans był kapitanem reprezentacji Belgii, która brała udział w pierwszych mistrzostwach świata rozgrywanych w Urugwaju. Również i na drugich mistrzostwach świata na boiskach Włoch Hellemans grał w reprezentacji Belgii, która jednak w 1/8 finału uległa Niemcom.

## Kariera trenerska
W roku 1939, rok po zakończeniu kariery sportowej, Auguste Hellemans zaczął pracować w zawodzie trenera, debiutując w tej roli na ławce FC Duffel. Przez cztery sezony był szkoleniowcem Patro Eisden Maasmechelen. W sezonie 1956/1957 awansował z tą drużyną do drugiej ligi belgijskiej i pozostał tam z nią jeszcze przez kolejny rok. 14 czerwca 1952 roku otrzymał od ówczesnego ministra sportu srebrny medal za całokształt osiągnięć.